# Le Sauvage (film)
Pour les articles homonymes, voir Le Sauvage.
Pour plus de détails, voir Fiche technique et Distribution.
Le Sauvage est un film français réalisé par Jean-Paul Rappeneau, sorti en 1975.
Le film suit Martin Coutances, qui excédé par la vie urbaine, préfère au confort la vie sauvage sur une île déserte d'Amérique latine. Une jeune femme débarque comme une tornade dans sa chambre d'hôtel, à Caracas. Nelly vient de rompre ses fiançailles. Elle s'attache à Martin et le suit jusque sur son île.

## Synopsis
Le film commence de façon joyeuse à Caracas : Nelly (Catherine Deneuve), une jeune Française, se fiance en grande pompe avec Vittorio (Luigi Vannucchi), un Italien volubile et un peu « envahissant ». Le mariage doit être célébré quatre jours plus tard, mais Nelly étouffe dans une ambiance abusivement familiale.
Dans la nuit, quand ils se retrouvent seuls, Nelly s'enfuit. Dans un hôtel, elle croise Martin (Yves Montand) qui a passé la nuit en bonne compagnie. Elle prend une chambre, mais Vittorio, alerté par un membre du personnel de l'hôtel, vient la chercher. Elle refuse de lui ouvrir. Vittorio entre dans la chambre voisine qui s'avère occupée par Martin. Il rejoint Nelly en passant par le balcon pour la forcer à revenir avec lui. Mais elle l'assomme au moment où Martin la rejoint. Nelly s'enfuit avec la voiture de Vittorio, dont il avait laissé les clefs sur le tableau de bord.
Elle rejoint Alex, un patron de boîte de nuit, son ancien patron, pour qu'il lui donne l'argent qu'il lui doit, mais il refuse. Vittorio se présente à la boite. Vittorio et Alex se battent. Pour se venger, Nelly emporte un tableau de Toulouse-Lautrec qui était exposé sur un mur tout en déclenchant une alarme.
Elle rejoint Martin dans sa chambre et essaie de lui vendre le tableau pour pas cher, afin de pouvoir rentrer en France. Mais Martin n'a pas assez d'argent. Elle reste dans sa chambre, mais avance sa montre de deux heures. Ils partent et Martin envisage de la laisser à l'aéroport où il connait quelqu'un. Sur le chemin, il voit une horloge à l'heure qui lui montre que Nelly l'a trompé. Ils se fâchent et Nelly descend, mais elle est rattrapée par Vittorio et Alex devenus alliés. Elle doit remonter avec Martin pour s'échapper après des péripéties diverses.
A l'aéroport, Martin la présente à un ami qui propose de l'emmener en France, et retourne à ses affaires pendant que l'avion de Nelly décolle. Il rejoint son bateau pour retrouver l'île où il vit, solitaire et en quasi autarcie, en apportant la cuisinière qu'il vient d'acheter.
Vittorio a rejoint sa famille et alerté un ami à Paris pour surveiller le vol à l'arrivée. Mais Nelly n'y est pas. Martin arrive dans son île et a la surprise de découvrir Nelly, qui n'a pas pu partir à cause du tableau et de son certificat d'authenticité. Alors, elle a vendu le billet pour Paris afin d'atteindre son île. Nelly demande à Martin de l'emmener à Saint-Domingue, ce qui est trop loin pour le bateau de Martin.
Il veut la ramener à Caracas. Mais elle crève la coque du bateau qui coule. Elle tente de rejoindre la rive à la nage, en emportant son Lautrec au-dessus d'elle pour le garder au sec. Furieux, Martin la frappe, puis rejoint sa demeure. Elle rejoint le ponton à son tour.
Depuis le début du film, une mystérieuse femme entre deux âges s'intéresse à Martin et a fait un grand nombre de photos de lui.
Dans l'île, Martin récupère le moteur d'un tracteur pour essayer de monter un nouveau bateau. Il cherche des plans. C'est alors qu'on s'aperçoit qu'il travaille dans un environnement de flacons divers. Nelly fouille dans ses affaires et trouve des photos de sa vie d'avant. Ils se bagarrent encore, mais finissent dans les bras l'un de l'autre.
Il lui confirme qu'il travaillait comme "nez" dans une société de parfums qu'il a quittée pour être plus libre. Elle lui dit vouloir rester avec lui, mais il la repousse. Elle part dans la jungle avec son Lautrec abîmé par l'eau de mer.
À New-York, la femme de Martin, qui s'occupe de ses affaires participe à un conseil où vient se joindre la mystérieuse photographe, miss Mark. Elle distribue des photos de la vie personnelle de Martin. Il s'avère que Martin, un créateur de parfums à succès, a fui son ancienne vie en abandonnant sa société pour se réfugier sur cette île loin des hommes. Mais son épouse a réussi à convaincre le conseil d'administration de le surveiller et d'assurer ses revenus à distance en achetant à prix d'or sa production de légumes à son insu, en attendant qu'il décide de revenir. Un débat s'engage sur le bien-fondé de la démarche, Martin étant contractuellement tenu de continuer à faire des recherches pour la société.
Pendant ce temps, Nelly s'est trouvé une maison en forêt où vivre en attendant, et Martin construit un radeau. Elle finit par le convaincre de la ramener à terre. Il l'invite pour une dernière soirée où il lui fait la cuisine. Mais elle ne vient pas. Il va la chercher et elle lui explique qu'elle n'avait pas envie de venir. Martin s'en va, mais à ce moment-là, Nelly est agressée par un inconnu. Nelly et Martin sont capturés par une bande d'individus conduits par Vittorio et Alex. Celui-ci, toujours à la recherche de "my Lautrec" finit par marcher dedans. Martin réussit à s'échapper mais est blessé. Les hommes mettent le feu à la maison. Martin reste, assommé sur le sol, tandis que Nelly est enlevée sur un bateau et que sa maison brûle.
Le lendemain, Miss Mark qui passe en avion voit que Martin est blessé et le fait récupérer. Après un passage en clinique, Martin se retrouve mis devant un ultimatum par sa société : reprendre ses créations pour eux, ou risquer un procès. Il refuse de collaborer et passe quelque temps en prison. À la sortie, il découvre que Nelly a épousé Vittorio, mais en a ensuite divorcé. Il la retrouve sur un chantier où elle restaure une ancienne ferme dans l'Eure et ils retombent dans les bras l'un de l'autre.

## Fiche technique
- Titre : Le Sauvage
- Réalisation : Jean-Paul Rappeneau, assisté de Marc Monnet et Jean-Michel Lacor
- Scénario : Jean-Loup Dabadie, Élisabeth Rappeneau et Jean-Paul Rappeneau
  - Dialogues : Jean-Loup Dabadie
- Musique : Michel Legrand
- Photographie : Pierre Lhomme et Antoine Roch
- Montage : Marie-Josèphe Yoyotte
- Décors : Max Douy
- Son : Harald Maury et Jacques Maumont
- Costumes : Catherine Leterrier
- Cascades : Rémy Julienne
- Coordination des combats et des cascades : Claude Carliez et son équipe
- Production : Raymond Danon et Jean-Luc Ormières	
  - Production exécutive : Ralph Baum
- Sociétés de production : Lira Films et Produzioni Artistiche Internazionali
- Sociétés de distribution : Gaumont (France), 20th Century Fox (USA)
- Pays de production :  France,  Italie
- Langues originales : français, anglais, espagnol
- Format : couleur (Eastmancolor) - 1,66 : 1 - 35 mm - mono (stéréo pour la version restaurée)
- Genre : comédie
- Durée : 103 minutes
- Dates de sortie :
  - France : 26 novembre 1975

## Distribution
- Yves Montand  : Martin Coutances
- Catherine Deneuve : Nelly Ratabou
- Luigi Vannucchi (doublé par Roger Souza) : Vittorio
- Tony Roberts : Alex Fox, collectionneur d'œuvres d'art
- Bobo Lewis (en) : Miss Mark
- Dana Wynter : Jessie Coutances
- Gabriel Cattand : M. Delouis
- Vernon Dobtcheff : M. Coleman
- Luis Gerardo Tovar : Ribeiro
- Geoffrey Carey : l'assistant de Mme Coutances
- Toni Maestri
- Rina Franchetti : la mère de Vittorio
- Luisa Maris
- Aurora Maris
- Carlo Plattner
- Peggy Romero : la jeune fille noire
- Jean Guidoni : un musicien à la noce de Vittorio (non crédité)

## Production

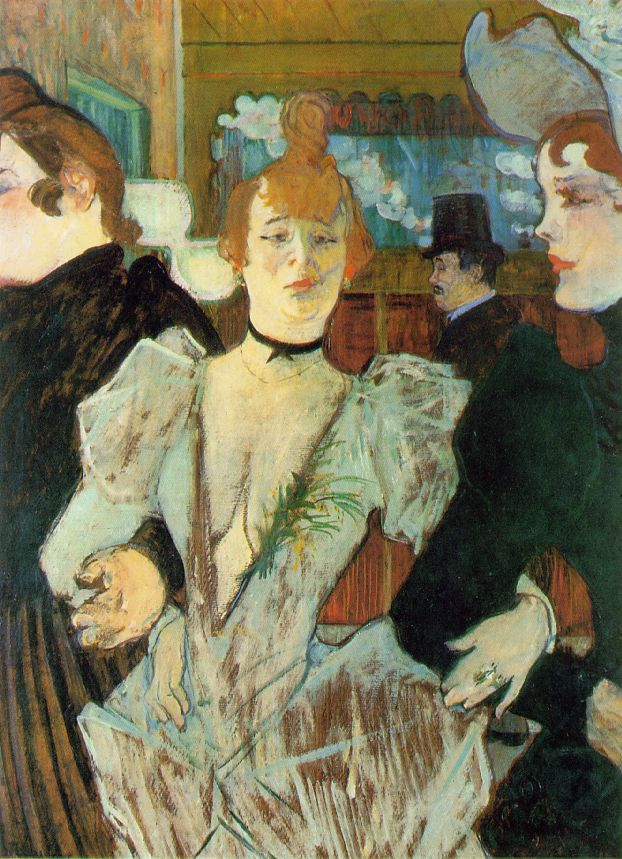
La Goulue arrivant au Moulin Rouge

- Lieux du tournage : Caracas (Venezuela), aux Bahamas, aux Îles Vierges, à New York, sur l'île de Port-Cros et à Saint-Laurent-des-Bois (Eure)[1]. Les scènes du potager sont tournées dans un jardin ouvrier à Saint-Cloud[2]. La scène de convalescence d'Yves Montand vers la fin du film (en 1h30) a été tournée au Parc Floral de Paris du bois de Vincennes, dans ce qui est aujourd'hui le jardin japonais et La Maison Paris-Nature.
- Initialement, Rappeneau avait prévu de situer l'action au Brésil. Mais ne parvenant pas à trouver un site correspondant à une île tropicale déserte proche d'une grande ville, il se tourna vers le Venezuela.
- À l'origine, le rôle de Martin avait été conçu pour être joué par un acteur américain. Il a donc été proposé à Elliott Gould mais, après le refus de ce dernier, Jean-Paul Rappeneau l'a offert à d'autres comédiens tels que Paul Newman, Marlon Brando, Jack Nicholson, Gérard Depardieu, Alain Delon, Lino Ventura et Jean-Paul Belmondo entre autres. Belmondo sera le seul à accepter à la condition de jouer avec sa compagne du moment, l'actrice italienne Laura Antonelli (comme pour Les Mariés de l'an II en 1971, auquel tous deux ont participé et qui avait également été réalisé par Rappeneau). Mais, après le refus du réalisateur,  le rôle fut pour Yves Montand qui avait été emballé par le scénario.
- Le tableau que Nelly vole à son ex-mari et que l'on aperçoit tout au long du film est La Goulue arrivant au Moulin Rouge de Toulouse-Lautrec. La copie utilisée pour le film (censée être l'original, avec un certificat d'authenticité au dos du cadre) est cependant inversée.
- Yves Montand était inquiet de voir que son personnage était dominé par celui de Catherine Deneuve. Ne désirant pas courir derrière elle lors de la scène de l'aéroport, il inventa une démarche particulière qui montrait clairement qu'il se retenait d'accélérer[3].
- Le rythme endiablé du film se retrouve dans d'autres films réalisés par Jean-Paul Rappeneau (Les Mariés de l'an II, Tout feu, tout flamme…) ou dans celui de L'Homme de Rio (réalisé par Philippe de Broca) dont le scénario est co-écrit par Rappeneau.
- Ce fut le dernier film de l'actrice américaine Dana Wynter et de l'acteur italien Luigi Vannucchi qui se suicida dans la nuit du 29 au 30 août 1978 à son domicile romain après avoir ingéré une surdose de barbituriques.
- Peggy Romero (ou Peggy Quisqueya Romero Brito), qui joue la jeune fille noire que raccompagne Martin lors de sa rencontre avec Nelly, avait terminé troisième finaliste du concours (es) Miss Venezuela en 1970 tout en étant la première candidate afrodescendante à ce concours. Elle était un des mannequins les plus recherchés du pays dans les années 70.
- Le film a été restauré en 2011 par la société Studio Canal avec la Cinémathèque française et le soutien du Fonds culturel franco-américain. Il a été projeté le 16 mai de cette année lors du Festival de Cannes dans le cadre de la sélection Cannes Classics.

## Distinctions
- Césars 1976 :
  - nomination au César de la meilleure actrice pour Catherine Deneuve
  - nomination au César du meilleur réalisateur pour Jean-Paul Rappeneau
  - nomination au César de la meilleure photographie pour Pierre Lhomme
  - nomination au César du meilleur montage pour Marie-Josèphe Yoyotte